# Petra Eisele

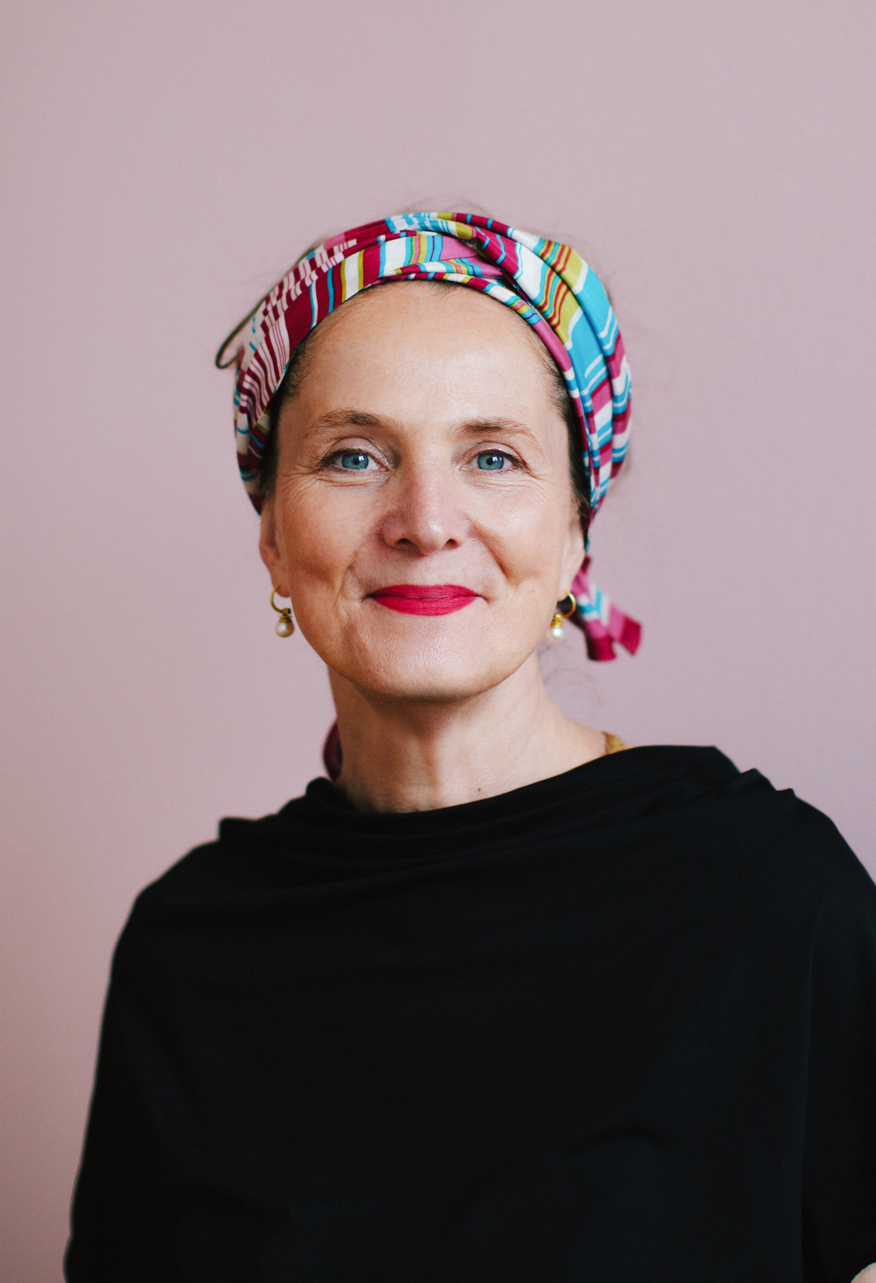
Petra Eisele (2019)

Petra Eisele (* 1966 in Rottweil) ist eine deutsche Design-Forscherin und Professorin für Designgeschichte und Designtheorie an der Hochschule Mainz.

## Leben und Wirken
Petra Eisele studierte Kunstgeschichte und Germanistik an der Universität Trier, währenddessen vierjähriges Forschungsprojekt zum Thema »bauhaus medial – zur medialen Rezeption des Bauhauses«; im Anschluss Magisterarbeit zur Bauhaus-Rezeption im postmodernen Design. Eisele promovierte an der Berliner Universität der Künste zum Thema »Deutsches Design als Experiment. Theoretische Neuansätze und ästhetische Manifestationen seit den sechziger Jahren« über postmoderne Positionen im bundesdeutschen Design.
Von 2000 bis 2003 war sie Wissenschaftliche Mitarbeiterin für Geschichte und Theorie des Designs an der Fakultät Gestaltung der Bauhaus-Universität Weimar und absolvierte Forschungsaufenthalte, unter anderem in den Archives of American Art in Washington.
Seit 2006 ist sie Professorin an der Hochschule Mainz im Fachbereich Gestaltung. Dort setzt sie sich auch mit aktuellen Designdiskursen auseinander, in denen die Relevanz von Design für die Gesellschaft diskutiert wird. Zudem beschäftigt sie sich seit 2010 in zahlreichen Ausstellungen und Forschungsprojekten mit designhistorischer Grundlagenforschung in Produktdesign, Grafikdesign und Typographie.
Aktuell (2022 bis 2025) leitet sie das vom Bundesministerium für Forschung, Technologie und Raumfahrt (BMFTR) geförderte Forschungsprojekt »UN/SEEN. Innovative Frauen in Grafik-Design und Typografie 1865–1919 und heute«. Viele Projekte entstehen gemeinsam mit ihrer Kollegin Isabel Naegele.

## Mitgliedschaften
- IDG – Institut Designlabor Gutenberg, Fachbereich Gestaltung, Hochschule Mainz
- GfDg – Gesellschaft für Designgeschichte e. V. (2008 Gründungsmitglied)

- DHS – Design History Society, UK

## Forschungsprojekte (Auswahl)
- »Texte zur Typografie«, 2010 bis 2012
- »FUTURA. Die Schrift« (DE/EN), 2014 bis 2016
- »Moholy-Nagy und die Neue Typografie« (DE/EN), 2016 bis 2019
- »UN/SEEN: Innovative Frauen im Grafik-Design und Typografie 1865-1919 und heute« (DE/EN), BMBF-Forschungsprojekt 2022 bis 2025

## Veröffentlichungen (Auswahl)
- Petra Eisele: Oho, eine Dame. Frauen gestalten Plakate. Vom Künstlerinnenplakat zum Reklameplakat. In: Peter Forster für das Museum Wiesbaden (Hrsg.): Jugendstil! Schriftenreihe Ferdinand Wolfgang und Danielle Neess. Band 1. Deutscher Kunstverlag, Berlin 2024, ISBN 978-3-422-80259-9, S. 22–59.
- Petra Eisele, Isabel Naegele: UN/SEEN – SEEN: Für die Sichtbarkeit von Grafikerinnen und Typografinnen 1865-1919 und heute / UN/SEEN – SEEN: For the Visibility of Female Graphic Designers and Typographers 1865-1919 and today. In: Klingspor Museum Offenbach, Naomi Rado (Hrsg.): Same bold stories? Schriftgestaltung von Frauen und Queers im 20. und 21. Jahrhundert / Type design by women and queers in the 20th and 21st Centuries. Offenbach 2024, S. 42–67.
- Petra Eisele: UN/SEEN: Wo sind die Frauen im Grafik-Design geblieben? Designgeschichte neu schreiben. In: Katrin Brümmer und Friedrich Weltzien (Hrsg.): Kritik und Design. Gestaltungspraktiken als politisches Instrument. transcript, Bielefeld 2024, ISBN 978-3-8376-7303-6, S. 34–49.
- Petra Eisele: Klassiker des Produktdesign. 2. Auflage. Reclam, Ditzingen 2019, ISBN 978-3-15-019643-4.
- Petra Eisele, Isabel Naegele, Michael Lailach (Hrsg.): Moholy-Nagy und die Neue Typografie: A-Z. Kettler, Dortmund 2019, ISBN 978-3-86206-753-4.
- Petra Eisele, Michael Lailach, Isabel Naegele (Hrsg.): Moholy-Nagy and the New Typography A-Z. Kettler, Dortmund 2019, ISBN 978-3-86206-754-1.
- Petra Eisele, Gerda Breuer (Hrsg.): Design. Texte zur Geschichte und Theorie. Reclam, Ditzingen 2018, ISBN 978-3-15-019539-0.
- Petra Eisele, Annette Ludwig, Isabel Naegele (Hrsg.): Futura. The Typeface. Laurence King Publishing, London 2017, ISBN 978-1-78627-093-1.
- Petra Eisele, Annette Ludwig, Isabel Naegele (Hrsg.): Futura. Die Schrift. Verlag Hermann Schmidt, Mainz 2016, ISBN 978-3-87439-893-0.
- Petra Eisele, Isabel Naegele (Hrsg.): Texte zur Typografie. Positionen zur Schrift. Niggli, Sulgen, Zürich 2012, ISBN 978-3-7212-0821-4.
- Petra Eisele, Bernhard E. Bürdek (Hrsg.): Design, Anfang des 21. Jh. Diskurse und Perspektiven. av edition, Ludwigsburg 2011, ISBN 978-3-89986-150-1.
- Elke Gaugele, Petra Eisele (Hrsg.): Technonaturen. Design & Styles. Schriften der Akademie der Bildenden Künste Wien; Bd. 8. Schlebrügge, Wien 2008, ISBN 978-3-85160-124-4.
- Petra Eisele: Deutsches Design als Experiment: Theoretische Neuansätze und ästhetische Manifestationen seit den sechziger Jahren. Böhlau, Köln, Weimar, Wien 2005, ISBN 3-412-16504-2.
- Petra Eisele, Siegfried Gronert (Hrsg.): Horst Michel – DDR-Design. Universitätsverlag, Bauhaus Universität Weimar 2004, ISBN 3-86068-214-8.
- Deutsches Design als Experiment - Theoretische Neuansätze und ästhetische Manifestationen seit den sechziger Jahren. Inaugural-Dissertation zur Erlangung des Grades einer "Doktorin der Philosophie" der Fakultät Bildende Kunst an der Hochschule der Künste Berlin, 2000.
- Christina Biundo, Kerstin Eckstein, Petra Eisele, Carolyn Graf, Gabriele Diana Grawe, Heitmann, Claudia Heitmann: bauhaus-ideen 1919-1994. Bibliografie und Beiträge zur Rezeption des Bauhausgedankens. Hrsg.: Andreas Haus. Reimer, Berlin 1994, ISBN 3-496-01119-X.